# Cairina moschata domestica
Se conoce como pato criollo en toda Hispanoamérica a la subespecie doméstica de la especie Cairina moschata (Linnaeus 1758) para la cual se utiliza el nombre científico trinomial Cairina moschata domestica (Donkin 1989), esto con la finalidad de diferenciarla de la subespecie silvestre original, que es Cairina moschata sylvestris (Stephens 1824).

## Domesticación
Del pato real (la subespecie silvestre, de nombre científico Cairina moschata sylvestris) se derivó una variedad doméstica, conocida en toda Hispanoamérica como pato criollo, identificada hoy como la subespecie Cairina moschata domestica (Donkin 1989), y que es una de las cinco especies animales domesticadas por los indígenas americanos desde tiempos precolombinos, junto con el pavo común (Meleagris gallopavo), la llama (Lama glama), la alpaca (Vicugna pacos) y el cuy, conejillo de indias o acure (Cavia porcellus).

## Nombre común
La especie Cairina moschata (Linnaeus 1758) está dividida hoy día en dos subespecies: la doméstica, Cairina moschata domestica (Donkin 1989), conocida como pato criollo, Carraco o pato doméstico americano, y la original silvestre, Cairina moschata sylvestris (Stephens 1824), conocida como pato real, de la cual aún existen poblaciones silvestres en las cuencas de los ríos Orinoco, Amazonas y Magdalena, y en algunas regiones de América Central. Otros nombres comunes de la subespecie Cairina moschata domestica son pato mudo, pato almizclado y pato casero, entre otros; (véase el artículo Cairina moschata para más información sobre el uso de los nombres comunes para esta especie).

## Galería

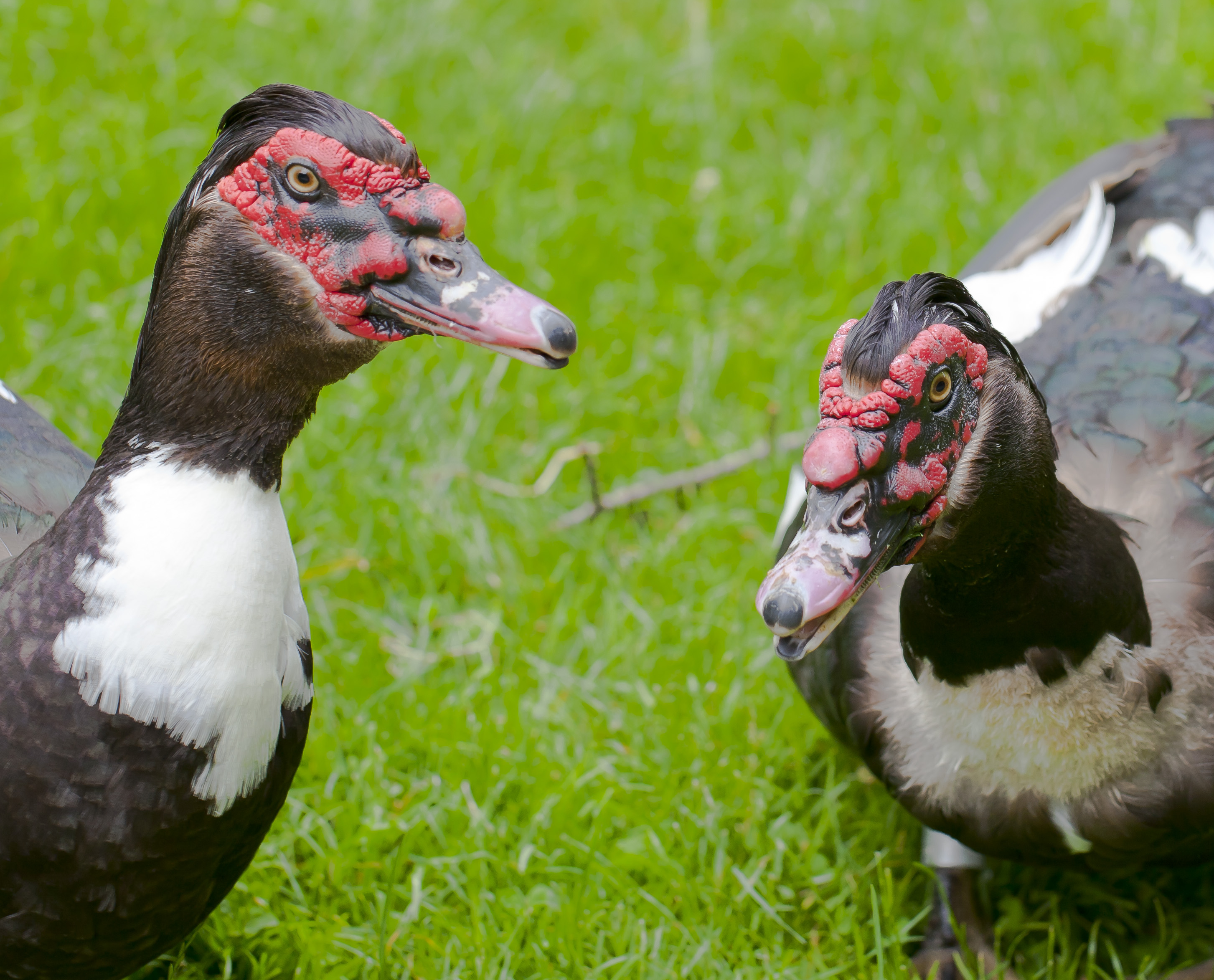
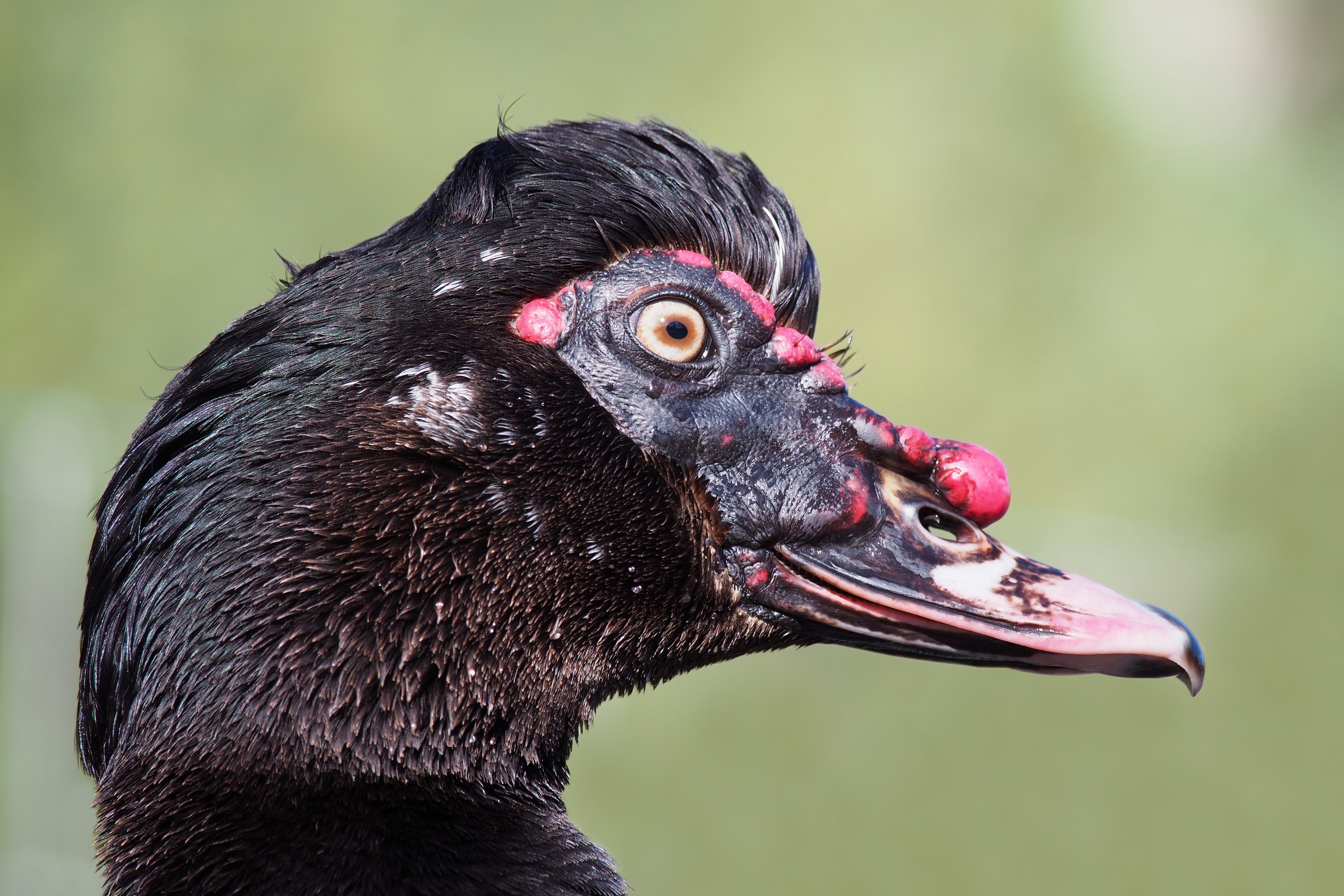
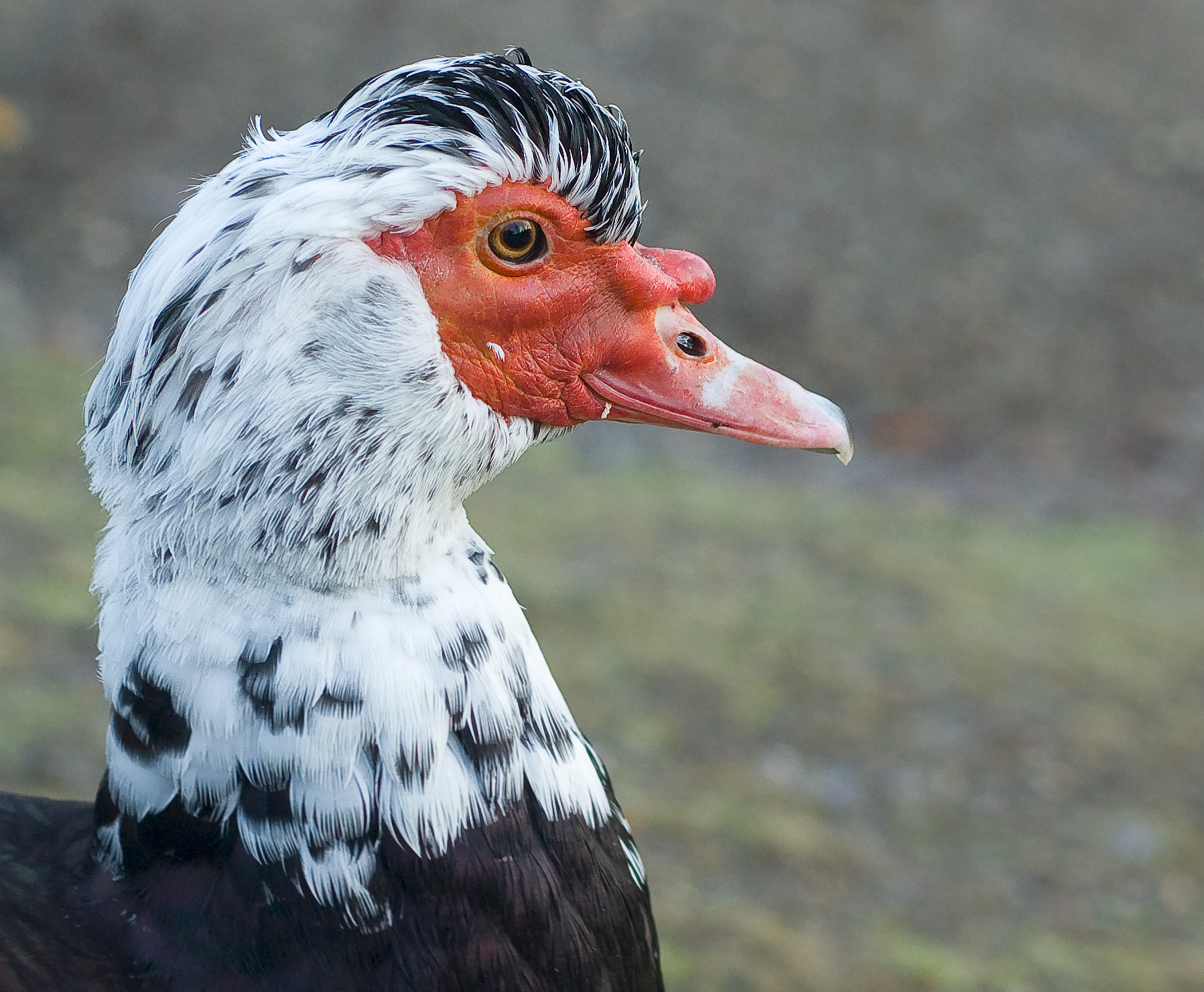
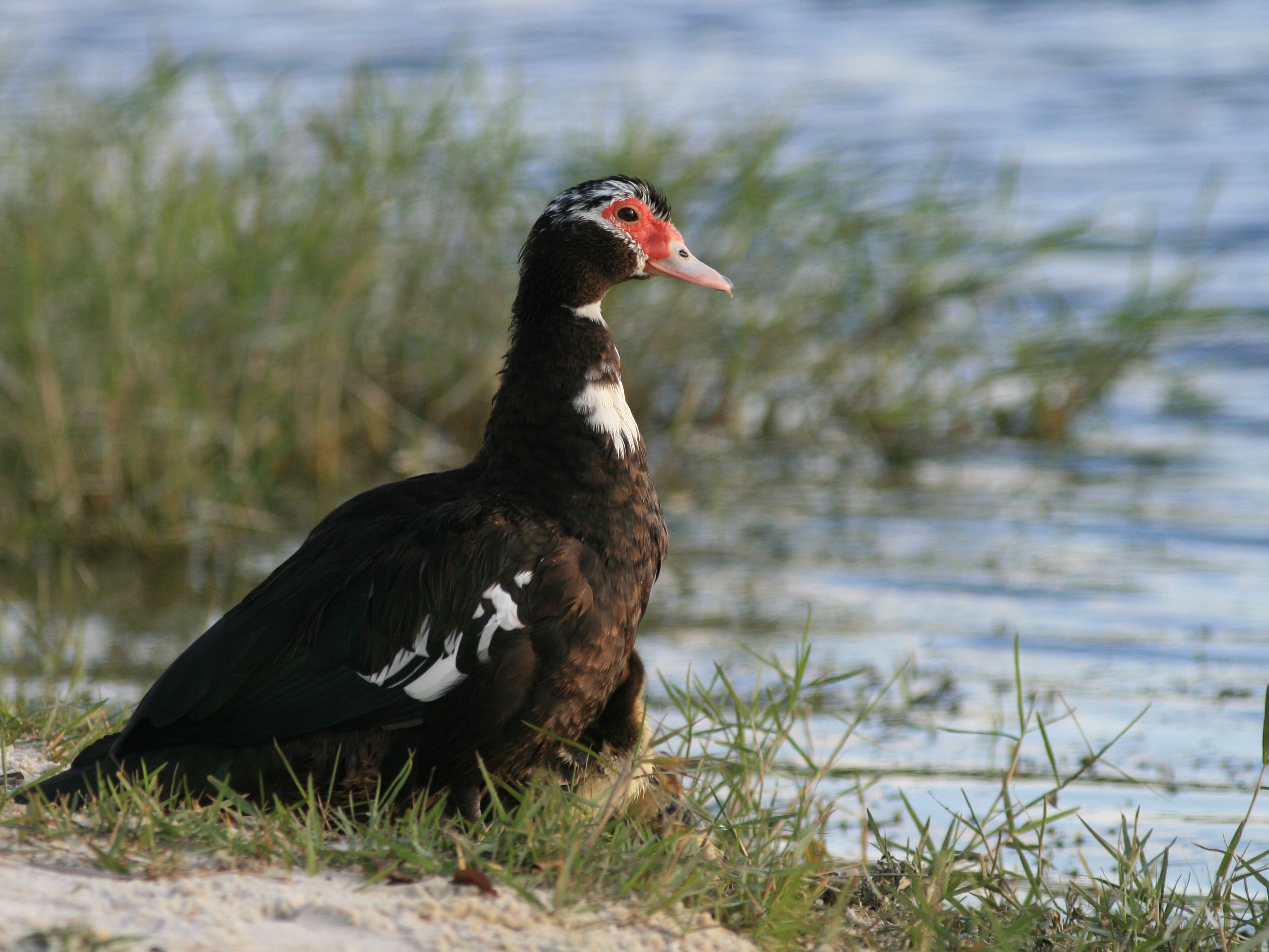
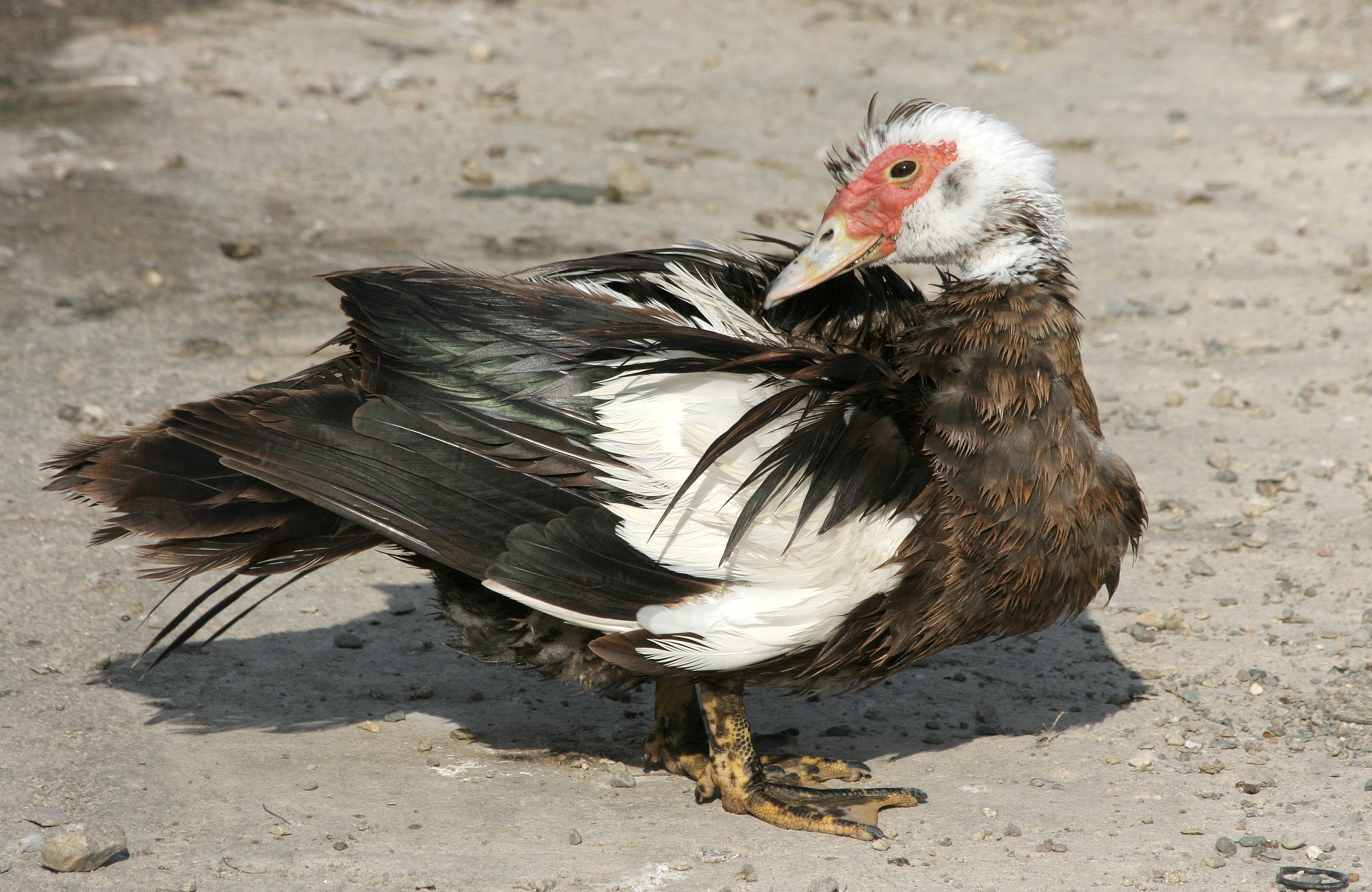